# Josef Obkircher
Josef Obkircher (* 9. Februar 1783 in Donaueschingen; † 18. April 1854 in Freiburg im Breisgau) war ein badischer Jurist und Politiker. 

## Leben
Josef Obkircher studierte von 1800 bis 1804 Philosophie und Rechtswissenschaften an der Universität Freiburg, wo er 1808 die landesherrliche Prüfung ablegte. Seit 1804 betätigte sich Obkircher in Donaueschingen als Akzessist beim Obervogteiamt und als Aushilfe bei der dortigen Regierungskanzlei. Von 1808 bis 1812 war er Justizkanzleiadvokat bei der Justizkanzlei in Donaueschingen und 1812 bis 1814 Revisor beim Stabsamt Stühlingen. Von 1814 bis 1819 war Obkircher Beamter beim Bezirksamt Villingen und von 1819 bis 1827 Amtmann und Amtsvorstand beim Bezirksamt Neustadt. 1824 wurde er zum Oberamtmann befördert. In den Jahren von 1827 bis 1836 bekleidete er die Stelle eines Hofgerichtsrats beim Hofgericht des Seekreises in Meersburg und von 1836 bis 1841 die eines Gerichtsrats beim Oberhofgericht in Mannheim. Von 1841 bis 1851 war er Direktor des Hofgerichts beim Mittelrheinkreis in Rastatt. 1842 erfolgte die Ernennung Obkirchers zum Präsidenten des Hofgerichts. Seit 1845 war er auch außerordentliches Mitglied des Staatsrats. Im Jahre 1851 trat er in den Ruhestand.

## Politik
Obkircher gehörte von 1835 bis 1840 als Abgeordneter der Ämter Villingen und Hüfingen der Zweiten Kammer der Badischen Ständeversammlung an. 1844 gehörte Obkircher als Vertreter der Landesuniversität Heidelberg der Ersten Kammer an. Von 1848 bis 1854 war Obkircher vom Großherzog ernanntes Mitglied in der Ersten Kammer.

## Familie
Josef Obkircher war der Sohn eines Musikers und Lakaien am Hofe des Fürsten zu Fürstenberg. Er gehörte der römisch-katholischen Kirche an.
Josef Obkircher war verheiratet. Sein Sohn Hermann Obkircher war badischer Justizminister. 

## Ehrungen
- 1842 Ritterkreuz des Ordens vom Zähringer Löwen
- 1844 Kommandeurskreuz des Ordens vom Zähringer Löwen